# Natação no Campeonato Europeu de Esportes Aquáticos de 2014 - 100 m peito masculino
A prova dos 100 metros peito masculino da natação no Campeonato Europeu de Esportes Aquáticos de 2014 ocorreu nos dias 18 e 19 de agosto em Berlim, na Alemanha. 

## Calendário
| Fase          | Data         | Hora  |
| ------------- | ------------ | ----- |
| Eliminatórias | 18 de agosto | 10:52 |
| Semifinal     | 18 de agosto | 18:45 |
| Final         | 19 de agosto | 18:34 |

Todos os horários estão no horário local (UTC+1)

## Recordes
Antes desta competição, os recordes eram os seguintes:
| Recorde mundial       | Cameron van der Burgh | 58.46 | Londres   | 29 de julho de 2012  |
| Recorde europeu       | Hugues Duboscq        | 58.64 | Roma      | 27 de julho de 2009  |
| Recorde do campeonato | Alexander Dale Oen    | 59.20 | Budapeste | 10 de agosto de 2010 |

Os seguintes novos recordes foram estabelecidos durante esta competição. 
| Data         | Prova     | Nadadora   | Nacionalidade | Tempo | Recordes              |
| ------------ | --------- | ---------- | ------------- | ----- | --------------------- |
| 18 de agosto | Semifinal | Adam Peaty | Reino Unido   | 58.68 | Recorde do campeonato |

## Medalhistas
| Ouro             | Prata              | Bronze                 |
| Adam Peaty (GBR) | Ross Murdoch (GBR) | Giedrius Titenis (LTU) |

## Resultados

### Eliminatórias
Esses foram os resultados das eliminatórias. 
| Pos. | Bateria | Raia | Nadador               | Nacionalidade        | Tempo   | Notas |
| ---- | ------- | ---- | --------------------- | -------------------- | ------- | ----- |
| 1    | 6       | 4    | Adam Peaty            | Reino Unido          | 59.97   | Q     |
| 2    | 6       | 3    | Dániel Gyurta         | Hungria              | 1:00.13 | Q     |
| 3    | 5       | 4    | Ross Murdoch          | Reino Unido          | 1:00.16 | Q     |
| 4    | 6       | 5    | Giedrius Titenis      | Lituânia             | 1:00.48 | Q     |
| 5    | 6       | 1    | Andrew Willis         | Reino Unido          | 1:00.88 |       |
| 6    | 5       | 5    | Hendrik Feldwehr      | Alemanha             | 1:00.89 | Q     |
| 7    | 5       | 3    | Andrey Nikolaev       | Rússia               | 1:00.90 | Q     |
| 8    | 5       | 6    | Grigory Falko         | Rússia               | 1:00.93 | Q     |
| 9    | 6       | 6    | Giacomo Perez-Dortona | França               | 1:00.94 | Q     |
| 10   | 6       | 2    | Vsevolod Zanko        | Rússia               | 1:01.06 |       |
| 11   | 5       | 1    | Tomáš Klobučník       | Eslováquia           | 1:01.12 | Q     |
| 12   | 4       | 4    | Damir Dugonjič        | Eslovênia            | 1:01.40 | Q     |
| 13   | 5       | 2    | Laurent Carnol        | Luxemburgo           | 1:01.43 | Q     |
| 14   | 4       | 5    | Mattia Pesce          | Itália               | 1:01.44 | Q     |
| 15   | 4       | 6    | Anton Lobanov         | Rússia               | 1:01.49 |       |
| 16   | 5       | 7    | Dmytro Oseledets      | Ucrânia              | 1:01.59 | Q     |
| 17   | 4       | 3    | Andrea Toniato        | Itália               | 1:01.68 | Q     |
| 18   | 5       | 8    | Thomas Dahlia         | França               | 1:01.69 | Q     |
| 19   | 3       | 7    | Sverre Naess          | Noruega              | 1:01.73 | Q     |
| 20   | 4       | 1    | Martti Aljand         | Estónia              | 1:01.75 |       |
| 20   | 6       | 7    | Čaba Silađi           | Sérvia               | 1:01.75 |       |
| 22   | 4       | 7    | Luca Pizzini          | Itália               | 1:01.77 |       |
| 23   | 6       | 9    | Martin Allikvee       | Estónia              | 1:01.80 |       |
| 24   | 4       | 2    | Carlos Almeida        | Portugal             | 1:02.02 |       |
| 25   | 3       | 5    | Erik Persson          | Suécia               | 1:02.05 |       |
| 26   | 2       | 3    | Yaron Shagalov        | Israel               | 1:02.07 |       |
| 27   | 3       | 8    | Martin Schweizer      | Suíça                | 1:02.10 |       |
| 28   | 2       | 4    | Nicholas Quinn        | Irlanda              | 1:02.11 |       |
| 29   | 2       | 7    | Barry Murphy          | Irlanda              | 1:02.12 |       |
| 30   | 3       | 3    | Martin Liivamägi      | Estónia              | 1:02.20 |       |
| 31   | 4       | 8    | Eduardo Solaeche      | Espanha              | 1:02.27 |       |
| 32   | 3       | 2    | Melquíades Álvarez    | Espanha              | 1:02.30 |       |
| 33   | 6       | 8    | Bram Dekker           | Países Baixos        | 1:02.42 |       |
| 33   | 3       | 0    | Yannick Käser         | Suíça                | 1:02.42 |       |
| 35   | 5       | 9    | Ioannis Karpouzlis    | Grécia               | 1:02.44 |       |
| 35   | 3       | 4    | Valeriy Dymo          | Ucrânia              | 1:02.44 |       |
| 37   | 4       | 0    | Petr Bartůněk         | Chéquia              | 1:02.48 |       |
| 38   | 6       | 0    | Quentin Coton         | França               | 1:02.62 |       |
| 39   | 3       | 1    | Matti Mattsson        | Finlândia            | 1:02.70 |       |
| 40   | 2       | 2    | Dan Sweeney           | Irlanda              | 1:02.79 |       |
| 41   | 3       | 9    | Gal Nevo              | Israel               | 1:02.82 |       |
| 42   | 3       | 6    | Igor Kozlovskij       | Lituânia             | 1:02.93 |       |
| 43   | 1       | 5    | Jakub Maly            | Áustria              | 1:03.11 |       |
| 44   | 4       | 9    | Eetu Karvonen         | Finlândia            | 1:03.20 |       |
| 45   | 2       | 5    | Nikolajs Maskalenko   | Letônia              | 1:03.25 |       |
| 46   | 2       | 0    | Patrik Schwarzenbach  | Suíça                | 1:03.40 |       |
| 47   | 2       | 9    | Filipp Provorkov      | Estónia              | 1:03.63 |       |
| 48   | 1       | 3    | Christoph Meier       | Liechtenstein        | 1:03.66 |       |
| 49   | 5       | 0    | Mikolaj Machnik       | Polónia              | 1:03.72 |       |
| 50   | 2       | 8    | Ari-Pekka Liukkonen   | Finlândia            | 1:03.98 |       |
| 51   | 2       | 1    | Marek Botík           | Eslováquia           | 1:04.05 |       |
| 52   | 2       | 6    | Antonin Svěcený       | Chéquia              | 1:04.72 |       |
| 53   | 1       | 4    | Heiko Gigler          | Áustria              | 1:04.75 |       |
| 54   | 1       | 6    | Ensar Hajder          | Bósnia e Herzegovina | 1:06.13 |       |

### Semifinal
Esses foram os resultados das semifinais. 
Semifinal 1
| Pos. | Raia | Nadador               | Nacionalidade | Tempo   | Notas |
| ---- | ---- | --------------------- | ------------- | ------- | ----- |
| 1    | 5    | Giedrius Titenis      | Lituânia      | 59.35   | Q     |
| 2    | 4    | Dániel Gyurta         | Hungria       | 59.58   | Q     |
| 3    | 6    | Giacomo Perez-Dortona | França        | 1:00.51 | Q     |
| 4    | 2    | Damir Dugonjič        | Eslovênia     | 1:00.87 | Q     |
| 5    | 3    | Andrey Nikolaev       | Rússia        | 1:00.89 | Q     |
| 6    | 7    | Mattia Pesce          | Itália        | 1:01.01 |       |
| 7    | 1    | Andrea Toniato        | Itália        | 1:01.10 |       |
| 8    | 8    | Sverre Naess          | Noruega       | 1:01.74 |       |

Semifinal 2
| Pos. | Raia | Nadador          | Nacionalidade | Tempo   | Notas |
| ---- | ---- | ---------------- | ------------- | ------- | ----- |
| 1    | 4    | Adam Peaty       | Reino Unido   | 58.68   | Q,    |
| 2    | 5    | Ross Murdoch     | Reino Unido   | 59.33   | Q     |
| 3    | 3    | Hendrik Feldwehr | Alemanha      | 1:01.00 | Q     |
| 4    | 6    | Grigory Falko    | Rússia        | 1:01.20 |       |
| 5    | 2    | Tomáš Klobučník  | Eslováquia    | 1:01.23 |       |
| 6    | 8    | Thomas Dahlia    | França        | 1:01.53 |       |
| 7    | 1    | Dmytro Oseledets | Ucrânia       | 1:01.76 |       |
| 8    | 7    | Laurent Carnol   | Luxemburgo    | 1:01.92 |       |

### Final
Esse foi o resultado da final. 
| Pos.              | Raia | Nadador               | Nacionalidade | Tempo   | Notas |
| ----------------- | ---- | --------------------- | ------------- | ------- | ----- |
| Medalha de ouro   | 4    | Adam Peaty            | Reino Unido   | 58.96   | [ 4 ] |
| Medalha de prata  | 5    | Ross Murdoch          | Reino Unido   | 59.43   | [ 4 ] |
| Medalha de bronze | 3    | Giedrius Titenis      | Lituânia      | 59.61   | [ 4 ] |
| 4                 | 6    | Dániel Gyurta         | Hungria       | 59.88   |       |
| 5                 | 2    | Giacomo Perez-Dortona | França        | 1:00.38 |       |
| 6                 | 1    | Andrey Nikolaev       | Rússia        | 1:00.71 |       |
| 7                 | 7    | Damir Dugonjič        | Eslovênia     | 1:00.80 |       |
| 8                 | 8    | Hendrik Feldwehr      | Alemanha      | 1:01.02 |       |

Legenda
| Recorde mundial       | Recorde mundial (World record)               |                       | Recorde africano                      | Recorde africano (African) |                                           | Q | Classificado por posição (Qualified) |
| Recorde do campeonato | Recorde do campeonato (Championship record)  | Recorde da América    | Recorde da América (Americas)         | q                          | Classificado por melhor tempo (Qualified) |   |                                      |
| Melhor marca do ano   | Melhor marca do ano (World leading)          | Recorde asiático      | Recorde asiático (Asian)              | DNS                        | Não largou (Did not start)                |   |                                      |
| Recorde nacional      | Recorde nacional (National record)           | Recorde europeu       | Recorde europeu (European)            | DNF                        | Não terminou (Did not finish)             |   |                                      |
| Recorde pessoal       | Recorde pessoal do atleta (Personal best)    | Recorde da Oceania    | Recorde da Oceania (Oceania)          | DSQ / DQ                   | Desclassificado (Disqualified)            |   |                                      |
| Recorde da temporada  | Recorde da temporada do atleta (Season best) | Recorde sul-americano | Recorde sul-americano (South America) | NM                         | Sem marca (No mark)                       |   |                                      |